# El Rasillo de Cameros
El Rasillo de Cameros – gmina w Hiszpanii, w prowincji La Rioja, w La Rioja, o powierzchni 15,85 km². W 2011 roku gmina liczyła 145 mieszkańców.